# Tádžikistán na Letních olympijských hrách 2016
Tádžikistán na Letních olympijských hrách v roce 2016.

## Medailisté
| Medaile | Jméno          | Sport    | Soutěž            |
| ------- | -------------- | -------- | ----------------- |
| Zlato   | Dilšod Nazarov | Atletika | Muži hod kladivem |